# Ferrari F93A
Der Ferrari F93A war ein Formel-1-Rennwagen, den die Scuderia Ferrari 1993 in der Formel-1-Weltmeisterschaft einsetzte.

## Technik und Erfolge

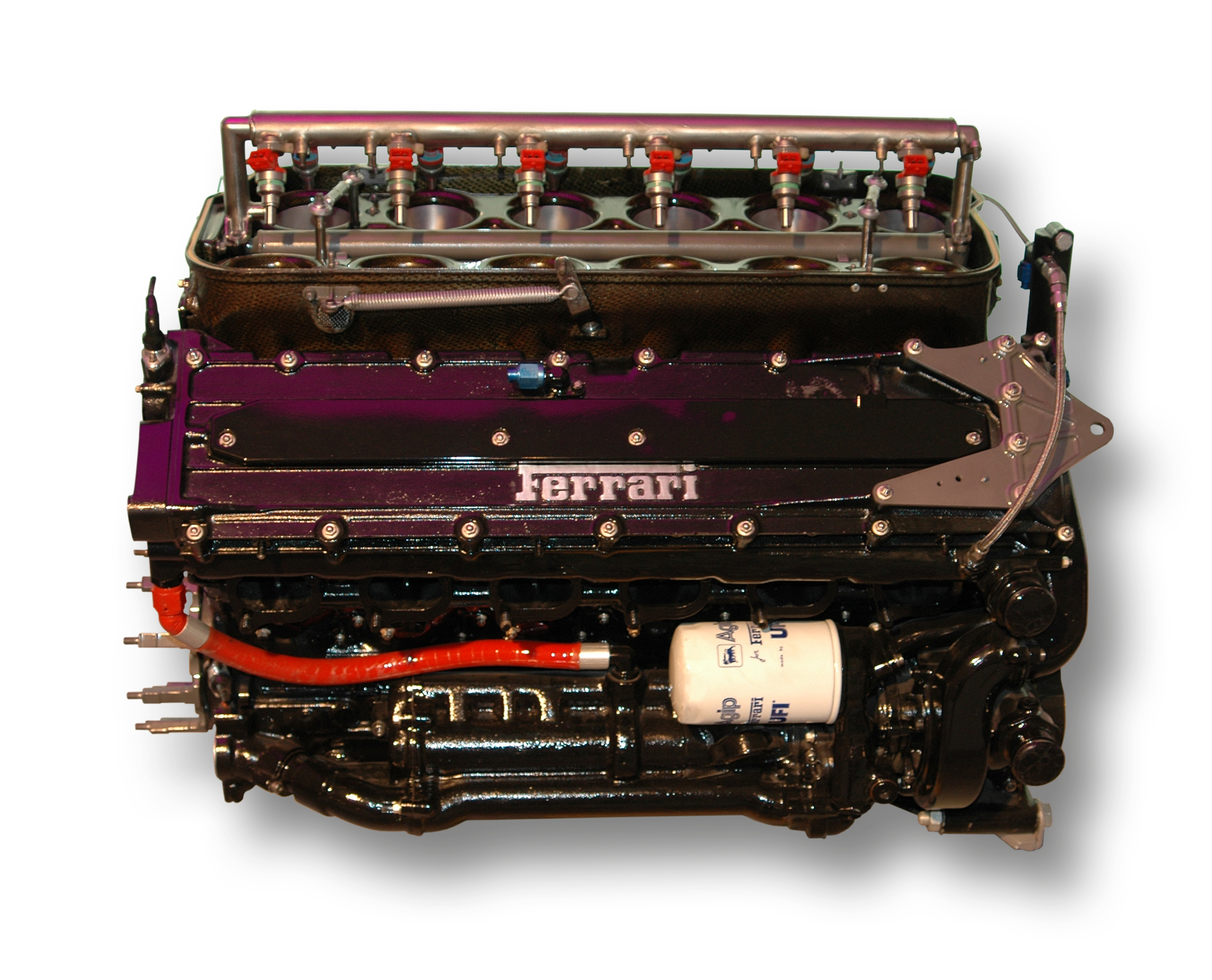
Ferrari-Zwölfzylinder Tipo 041

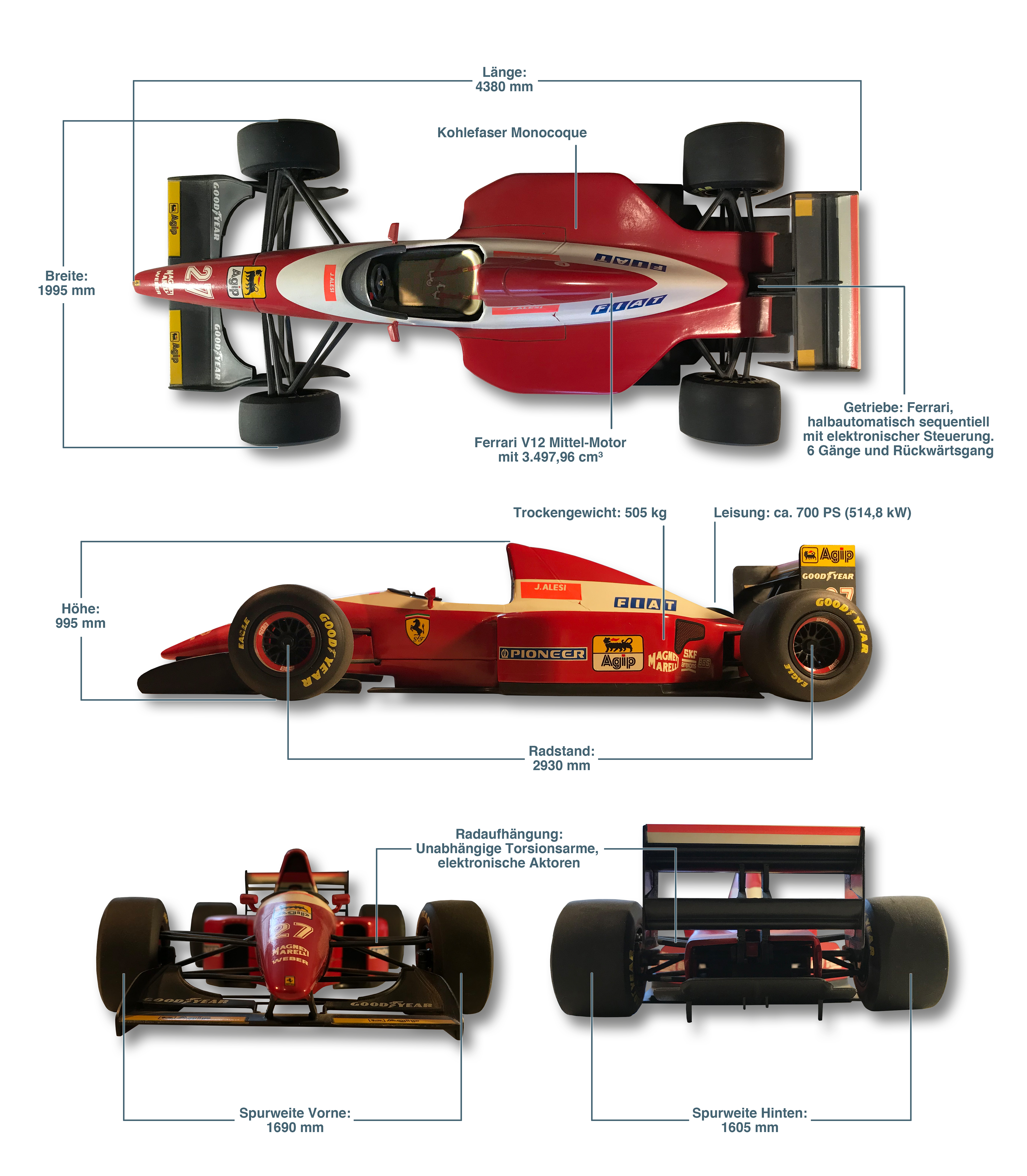
Ferrari F93A
Technische Basis-Informationen

Der F93A wurde vom damaligen Technischen Direktor John Barnard und dem Chefdesigner Jean-Claude Migeot entworfen; er erwies sich als Fehlkonstruktion. Die Radaufhängung und das Chassis waren während der gesamten Saison die Schwachstelle am Fahrzeug. Obwohl die Radaufhängung ständig weiterentwickelt wurde, änderte sich am schlechten Fahrverhalten des Wagens wenig. Bei den ersten Testfahrten in Estoril war der F93A um fünf Sekunden pro Runde langsamer als die schnellsten Konkurrenten. Die beiden Fahrwerkstechniker Ian Poccock und Luca Baldisserri mussten den Wagen noch vor dem Beginn der Saison völlig überarbeiten.
Der F93A gab sein Renndebüt beim Großen Preis von Südafrika mit Gerhard Berger und Jean Alesi am Steuer. Die Saison war geprägt von vielen Defekten und Unfällen, ausgelöst durch Probleme mit dem Fahrwerk. Das beste Ergebnis des F93A war der zweite Platz von Alesi beim Großen Preis von Italien hinter Damon Hill im Williams FW15C. Alesi wurde in der Endwertung der Weltmeisterschaft der Fahrer Sechster, Gerhard Berger Achter. Im Konstrukteurspokal wurde die Scuderia Vierter.

## Lackierung und Sponsoring
Der F93A war überwiegend in klassischem Rosso Corsa lackiert. Ein für Ferrari untypischer waagerechter weißer Streifen „teilte“ das Rot. Größter Sponsor war der Tabakkonzern Philip Morris International, der mit seiner Zigarettenmarke Marlboro auf dem Heckflügel und seitlich auf der Motorabdeckung warb.

Das zu dieser Zeit beginnende Tabakwerbeverbot in der F1 zwang die Teams, bei einigen Rennen in Ländern, in denen das Verbot schon griff, auf teilweise recht kreative Änderungen der bestehenden Aufschriften auszuweichen.
Weitere größere Geldgeber waren der Unterhaltungselektronikhersteller Pioneer und das Mineralölunternehmen Agip.

## Fahrer
Jean Alesi war weiterhin Stammfahrer der Scuderia Ferrari. Gerhard Berger, welcher nach drei Jahren in Diensten von McLaren zu Ferrari zurückkehrte, ersetzte den glücklosen Ivan Capelli. Der Italiener Nicola Larini wurde als Testfahrer eingesetzt.

## Ergebnisse
| Fahrer               | Nr.                  | 1   | 2   | 3   | 4   | 5   | 6   | 7   | 8   | 9   | 10 | 11  | 12  | 13  | 14  | 15  | 16 | Punkte | Rang |
| -------------------- | -------------------- | --- | --- | --- | --- | --- | --- | --- | --- | --- | -- | --- | --- | --- | --- | --- | -- | ------ | ---- |
| Formel-1-Saison 1993 | Formel-1-Saison 1993 |     |     |     |     |     |     |     |     |     |    |     |     |     |     |     |    | 28     | 4.   |
| J. Alesi             | 27                   | DNF | 8   | DNF | DNF | DNF | 3   | DNF | DNF | 9   | 7  | DNF | DNF | 2   | 4   | DNF | 4  | 28     | 4.   |
| G. Berger            | 28                   | 6*  | DNF | DNF | DNF | 6   | 14* | 4   | 14  | DNF | 6  | 3   | 10* | DNF | DNF | DNF | 5  | 28     | 4.   |

| Legende  | Legende            | Legende                                                          |
| Farbe    | Abkürzung          | Bedeutung                                                        |
| -------- | ------------------ | ---------------------------------------------------------------- |
| Gold     | –                  | Sieg                                                             |
| Silber   | –                  | 2. Platz                                                         |
| Bronze   | –                  | 3. Platz                                                         |
| Grün     | –                  | Platzierung in den Punkten                                       |
| Blau     | –                  | Klassifiziert außerhalb der Punkteränge                          |
| Violett  | DNF                | Rennen nicht beendet (did not finish)                            |
| Violett  | NC                 | nicht klassifiziert (not classified)                             |
| Rot      | DNQ                | nicht qualifiziert (did not qualify)                             |
| Rot      | DNPQ               | in Vorqualifikation gescheitert (did not pre-qualify)            |
| Schwarz  | DSQ                | disqualifiziert (disqualified)                                   |
| Weiß     | DNS                | nicht am Start (did not start)                                   |
| Weiß     | WD                 | zurückgezogen (withdrawn)                                        |
| Hellblau | PO                 | nur am Training teilgenommen (practiced only)                    |
| Hellblau | TD                 | Freitags-Testfahrer (test driver)                                |
| ohne     | DNP                | nicht am Training teilgenommen (did not practice)                |
| ohne     | INJ                | verletzt oder krank (injured)                                    |
| ohne     | EX                 | ausgeschlossen (excluded)                                        |
| ohne     | DNA                | nicht erschienen (did not arrive)                                |
| ohne     | C                  | Rennen abgesagt (cancelled)                                      |
| ohne     | keine WM-Teilnahme |                                                                  |
| sonstige | P/fett             | Pole-Position                                                    |
| sonstige | 1/2/3/4/5/6/7/8    | Punktplatzierung im Sprint-/Qualifikationsrennen                 |
| sonstige | SR/kursiv          | Schnellste Rennrunde                                             |
| sonstige | *                  | nicht im Ziel, aufgrund der zurückgelegten Distanz aber gewertet |
| sonstige | ()                 | Streichresultate                                                 |
| sonstige | unterstrichen      | Führender in der Gesamtwertung                                   |

## Galerie

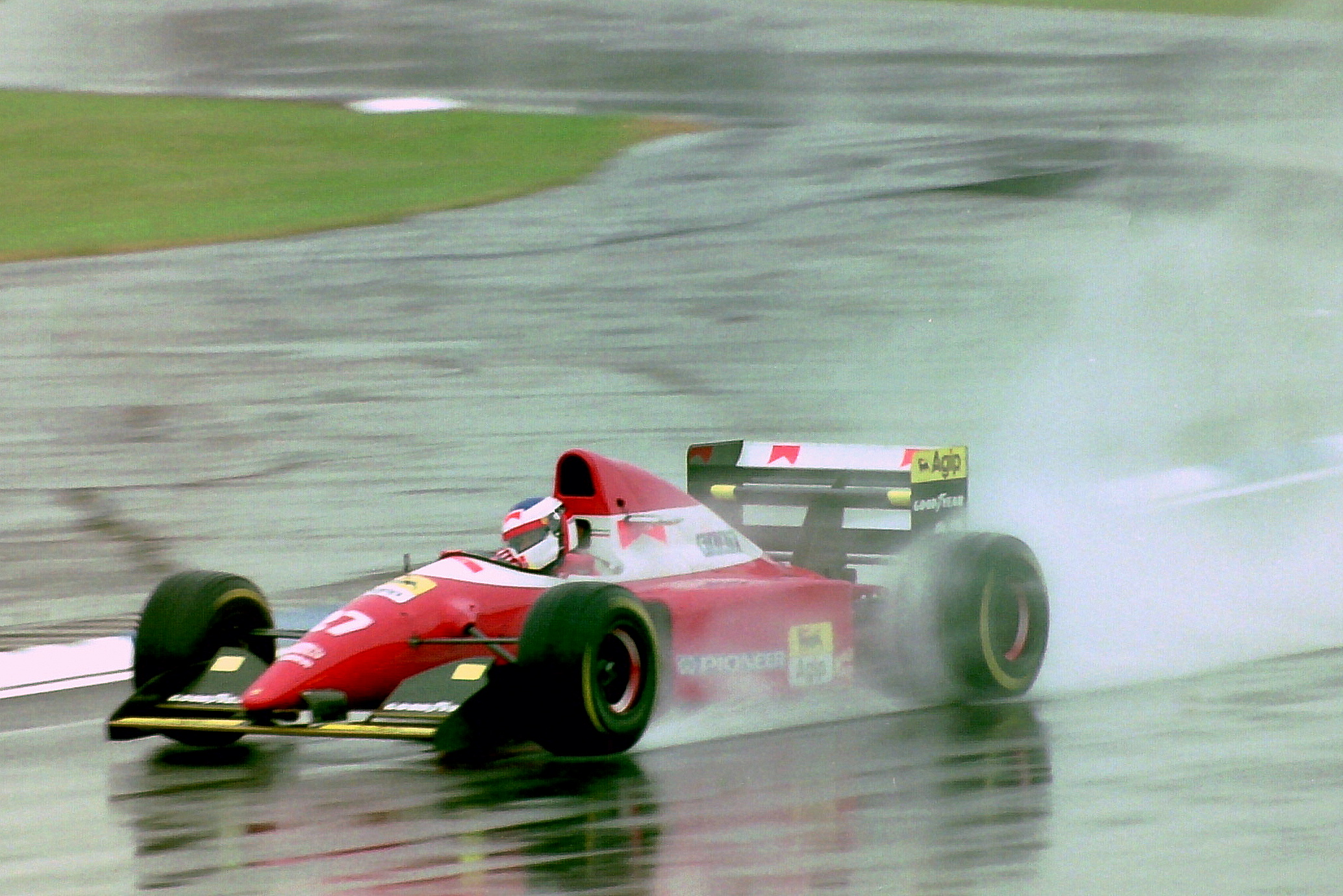
Jean Alesi. Qualifying während des Britischen Grand Prix 1993
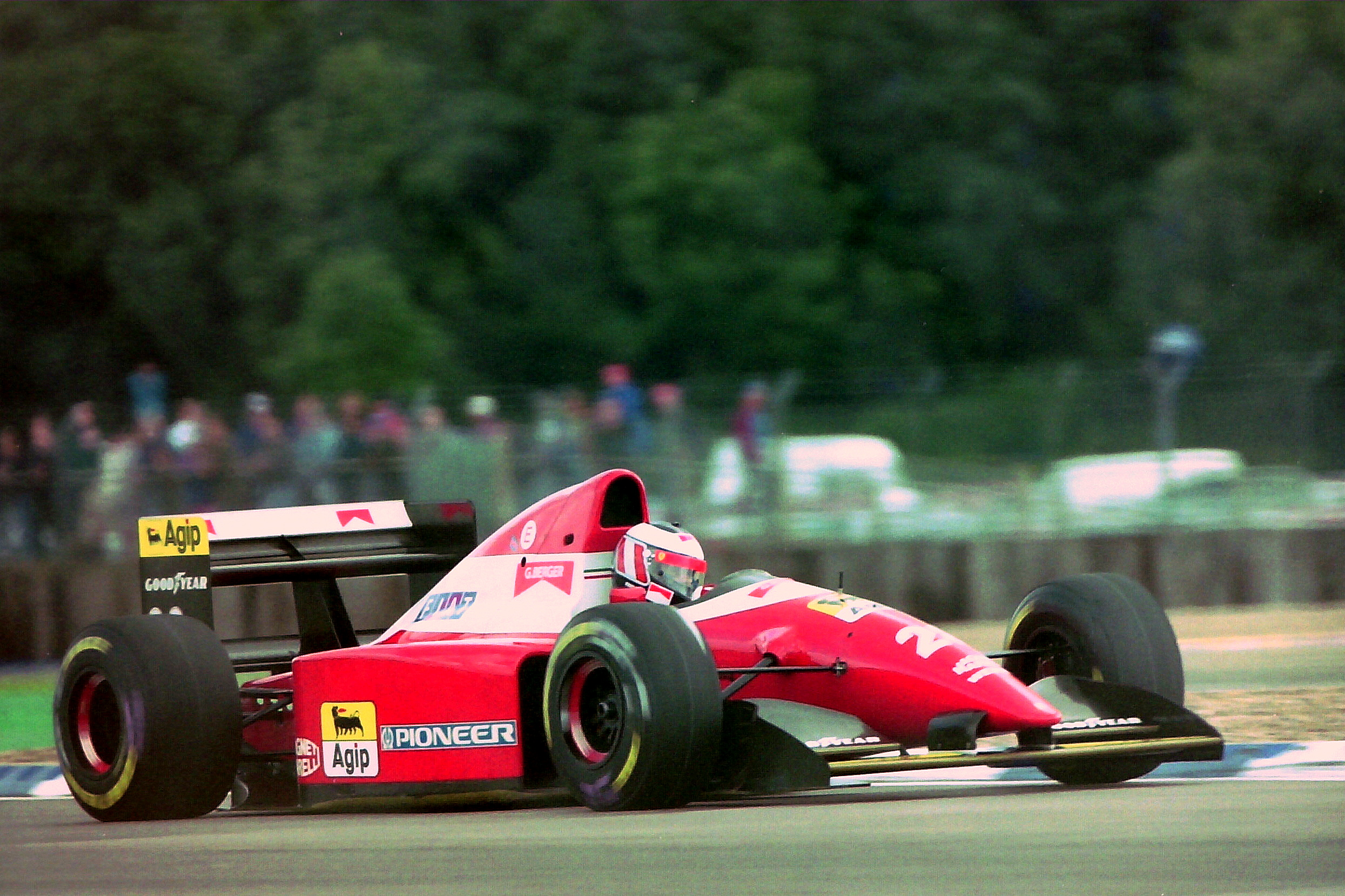
Gerhard Berger in Silverstone 1993
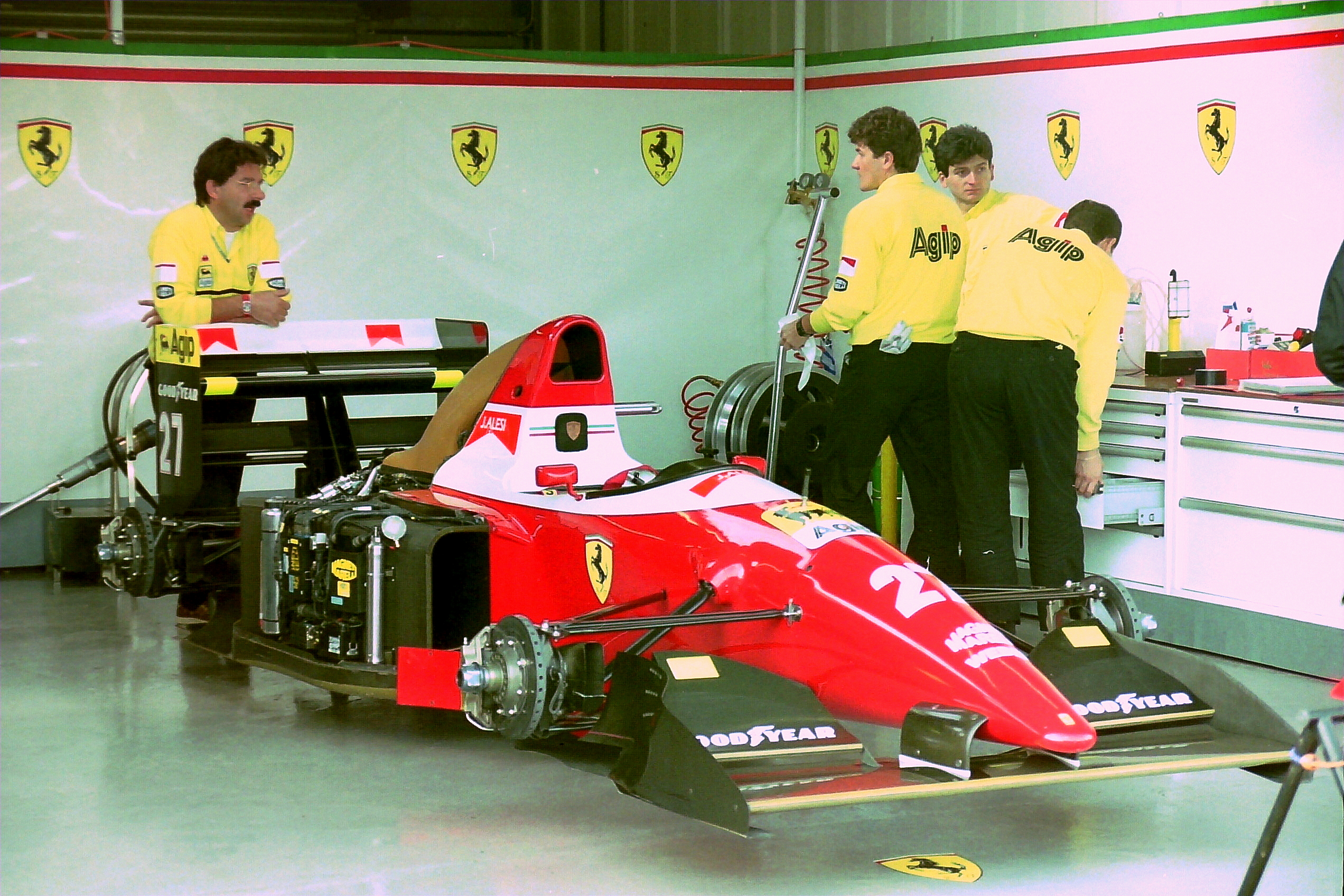
F93A von Alesi in der Box, während des Britischen Grand Prix 1993
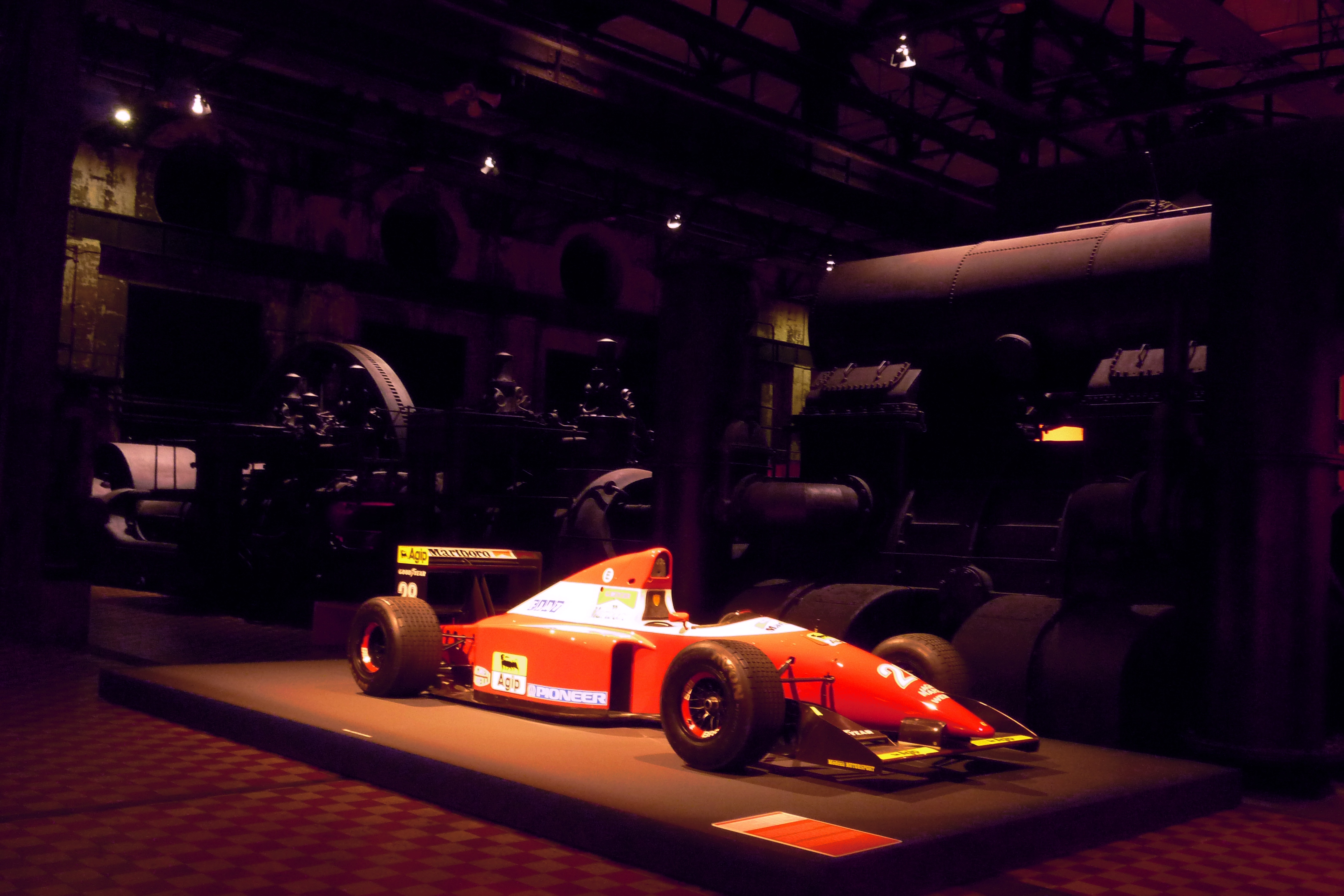
Ferrari F93A ausgestellt im Völklinger Eisenwerksmuseum